# Воинское кладбище № 145 (Громник)
 Памятник культуры Малопольского воеводства
Воинское кладбище № 145 — Громник (пол. Cmentarz wojenny nr 145 - Gromnik) — воинское кладбище, находящееся в селе Громник Тарнувский повят Малопольское воеводство. Входит в группу Западногалицийских воинских захоронений времён Первой мировой войны. На кладбище похоронены военнослужащие Австрийской и Российской армии, которые погибли в 1914—1915 годах во время Первой мировой войны. В 1915 здесь произошло сражение, известное как Горлицкий прорыв германо-австрийских войск.
Охраняемый памятник Малопольского воеводства.
Автор проекта Генрих Шольц.
Представляет собой отдельное поле в форме литеры «T», площадью 433 м², расположенное в центре старого православного кладбища. Вход через металлические двустворчатые ворота. Основной декоративный элемент воинского кладбища — обелиск с изображением вверху рельефного шлема гоплитов. На задней стороне обелиска надпись: «MCMXIV — MCMXV».
На кладбище в 15 братских и 38 индивидуальных могилах похоронены 131 австро-венгерский и 14 русских солдат.

## Галерея
|  |  |  |  |